# Toshiyuki Kobayashi
Toshiyuki Kobayashi (em japonês:  小林 俊行, Kobayashi Toshiyuki; Prefeitura de Osaka, 9 de setembro de 1962) é um matemático japonês, que trabalha com espaços simétricos e representações de grupos de Lie.

## Formação e carreira
Kobayashi estudou na Universidade de Tóquio, onde obteve em 1987 um mestrado e em 1990 um doutorado. Em 1991 foi professor associado na Universidade de Tóquio e em 2001 foi para o Research Institute for Mathematical Sciences (RIMS) em Quioto, onde foi em 1993 professor pleno. A partir de 2007 foi professor na Universidade de Tóquio e a partir de 2011 no Instituto Kavli da Universidade de Tóquio.
Em 2008 recebeu o Prêmio Humboldt. Foi palestrante convidado do Congresso Internacional de Matemáticos em Pequim (2002: Branching problems of unitary representations). É fellow da American Mathematical Society.

## Publicações selecionadas
- Singular Unitary Representations and Discrete Series for Indefinite Stiefel Manifolds {\displaystyle U(p;q;F)=U(p-m;q;F)}, Memoirs AMS 462, 1992
- com T. Oshima: Lie groups and representations, Iwanami, 2005 (em japonês)
- com Armand Borel, L. Ji: Lie theory: unitary representations and compactifications of symmetric spaces, Birkhäuser 2005
- com G. Mano:  A Schrödinger model for the minimal representation of the indefinite orthogonal group O(p,q), Memoirs AMS 212, 2011
- Discontinuous groups for non-Riemannian homogeneous spaces, in B. Engquist, W. Schmid, Mathematics Unlimited, Springer 2000
- Discrete decomposability of the restriction of Aq(λ) with respect to reductive subgroups and its applications,  Invent. Math., Volume 117, 1994, p. 181–205.
- Discrete decomposability of the restriction of Aq(λ) with respect to reductive subgroups II - micro-local analysis and asymptotic K-support, Annals of Mathematics, Volume 147, 1998, p. 709–729
- Discrete decomposability of the restriction of Aq(λ) with respect to reductive subgroups III - restriction of Harish-Chandra modules and associated varieties, Invent. Math., Volume 131, 1998, p. 229–256
- Multiplicity-free theorems of the restrictions of unitary highest weight modules with respect to reductive symmetric pairs, in: T. Kobayashi, W. Schmid, J.-H. Yang (Eds.), Representation Theory and Automorphic Forms, Progress in Mathematics 255, Birkhäuser, 2007.